# Lucas Bacmeister, o Jovem
Lucas Bacmeister, o Jovem (Rostock, 2 de Novembro de 1570 — Güstrow, 12 de Outubro de 1628) foi jurista, compositor de hinos e teólogo luterano alemão. Era filho de Lucas Bacmeister, o Velho e de sua esposa Johanna Bording (1544–1584), filha do professor de medicina Jacob Bording (1511-1560). Depois de frequentar os primeiros estudos em sua cidade natal, estudou na Universidade de Rostock (1587) e depois na Universidade de Estrasburgo, onde ficou durante três anos.
Depois, fez uma viagem de estudos pela Suíça, Alsácia e Alemanha Superior. Mais tarde, estudou nas Universidades de Heidelberg, Jena, Leipzig, Wittenberg, onde assistiu aulas com Ägidius Hunnius, o Velho (1550-1603), Salomon Gesner (1559-1605) e David Runge (1564-1604) e em Helmstedt, onde frequentou aulas com Johannes Caselius. Em 1590, voltou para sua cidade natal onde estudou direito. No entanto, quando morreu seu irmão, Jacob Bacmeister (1562-1591), que era teólogo e hebraísta, seu pai pediu para que prosseguisse os estudos teológicos.
Em 1594, recebe em Rostock, seu grau acadêmico de Mestrado em filosofia. Em 1598, estudou na Universidade de Lovaina onde entrou em contacto com Justus Lipsius. Durante seu período de estudos, teve algum patrocínio do Senhor de Ebeleben. Em 1599, o Duque Ulrich de Mecklenburgo, o nomeou como professor de Teologia para a Universidade de Rostock, depois da morte de David Chytraeus. Em 1604, foi nomeado Superintendente de Rostock por Carlos, Duque de Mecklenburgo. Em 1605, torna-se doutor em medicina e em 1612 foi nomeado Superintendente de Güstrow pelo duque João Alberto (1590-1626). Em 1613 foi incumbido de combater as tendências calvinistas da Igreja. Morreu com 68 anos, sendo sepultado na Catedral de Güstrow.

## Obras
- Disputationes contra Decreta Concilii Tridentini
- Disputationes de SS. Trinitate
- Disputationes Theologicas 23. oppositas decretis Concilli Tridentini
- Explicationem VII. psalmorum poenitentialium, necnon Ps. XVI & XXII. Explicationem typortum veteris Test
- Fasciculum Quaestionum Theologicarum Disput. 13. de Lege Divana atque Decalogo. De SS. Coena contra Jo. Rhuclium Reform. Encoenia vel Renovalia Gustroviensia
- In threnos Jeremiae
- Leichpredigt/ Bey der Volckreichen und ansehnlichen Begrebnuß des Weiland Edlen/ Gestrengen und Ehrnuesten Tessen Von Parsow/ Fürstlichen Meckelnburgischen bestalten Obristen und geheimen Rath/ auff Parsow und Vpall Erbgesessen. Jochim Fueß, Rostock 1614
- Orationem de Jubilaeo
- Tractatus de Lege